# Les Ponts-de-Cé
Les Ponts-de-Cé är en kommun i departementet Maine-et-Loire i regionen Pays de la Loire i nordvästra Frankrike. Kommunen ligger i kantonen Les Ponts-de-Cé som tillhör arrondissementet Angers. År 2022 hade Les Ponts-de-Cé 12 863 invånare.

## Befolkningsutveckling
Antalet invånare i kommunen Les Ponts-de-Cé
| Referens: INSEE |